# Бабаев, Кирилл Владимирович
Кири́лл Влади́мирович Баба́ев (род. 30 мая 1978, Москва) — российский учёный, управленец, популяризатор науки, лингвист, историк, востоковед, нумизмат, доктор филологических наук, профессор, директор Института Китая и современной Азии РАН, первый вице-президент консорциума «Альфа-Групп», президент Национального координационного центра международного делового сотрудничества. Победитель конкурса «Лидеры России», лауреат национальной премии «Медиа-Менеджер России».

## Биография
Родился в Москве в 1978 году. В 2000 году окончил МГИМО МИД РФ, где специализировался на изучении Кореи и Японии, получил дипломы по специальностям «Востоковедение» и «Международные отношения».
В 2005 году окончил Академию народного хозяйства при Правительстве РФ по специальности «Финансовый менеджмент». В 2008 году защитил в РГГУ диссертацию на соискание учёной степени кандидата филологических наук по специальности «Сравнительно-историческое, типологическое и сопоставительное языкознание».
С 1999 года работал в российских финансово-промышленных группах в области международных отношений, связей с общественностью и государственными органами. С 1999 по 2001 год работал в группе «Сибирский алюминий» (ныне — группа «Базовый элемент»), с 2001 по 2003 год — в Группе МДМ.
С 2003 по 2004 год — член Правительства Мурманской области, руководитель департамента по информационной политике и общественным связям.
С 2004 по 2010 год работал вице-президентом, затем старшим вице-президентом в консорциуме «Альфа-Групп», один из создателей телекоммуникационного холдинга Altimo и Фонда Altimo.
C 2008 года работает доцентом Института восточных культур и античности РГГУ, редактором и членом редколлегии журнала «Вопросы языкового родства».
С 2009 по 2011 год — научный сотрудник, заместитель директора Института языкознания РАН.
С 2009 года — исполнительный директор Фонда фундаментальных лингвистических исследований, член редакционного совета издательства De Gruyter Versita.
В 2010 году в ходе лингвистической экспедиции в Западную Африку обнаружил ранее неописанный язык зиало.
В 2011 году в качестве исполнительного директора возглавил Издательский дом «ЯСК», объединивший издательства «Языки славянских культур», «Рукописные памятники Древней Руси» и «Знак».
С 2013 по 2018 год возглавлял московское представительство международной коммуникационной корпорации Kreab Gavin Anderson (позже Kreab).
В 2014 году открыл в Риге один из первых в мире музеев головных уборов народов мира «Мир шляпы».
В 2016 году был удостоен премии «Просветитель» за книгу «Что такое Африка», ставшей финалистом премии в номинации «Гуманитарные науки».
В феврале 2018 года стал победителем первого Всероссийского конкурса управленцев «Лидеры России».
С мая 2018 работал директором по связям с общественностью ПАО «Сбербанк».
В марте 2020 назначен членом Правления инвестиционной компании «А1» (входит в консорциум «Альфа-Групп»), в декабре того же года получил должность партнёра — управляющего директора компании. С апреля 2022 перешёл в статус первого вице-президента консорциума «Альфа-Групп».
С сентября 2020 года — заместитель директора, с октября 2021 года — и. о. директора, с мая 2023 — директор Института Китая и современной Азии РАН.
В сентябре 2021 года назначен профессором, с марта по ноябрь 2022 года был деканом факультета международных экономических отношений Финансового Университета при Правительстве РФ, после чего возглавил Центр международных проектов университета. С 2022 г. также возглавляет кафедру в Высшей школе экономики, также является почётным профессором Цзилиньского университета (КНР).
В октябре 2023 избран президентом Национального координационного центра международного делового сотрудничества, оказывающего практическую помощь органам власти и российским компаниям по работе на рынках развивающихся стран Азии, Африки и Латинской Америки.
Является заместителем председателя президиума Научного совета НКИ БРИКС, членом Российского совета по международным делам и заместителем председателя Общества российско-китайской дружбы. Занимает пост вице-президента Фонда содействия буддийскому образованию и исследованиям. В 2024 году избран председателем Российского национального комитета Азиатско-Тихоокеанского совета сотрудничества по безопасности.

## Научная деятельность
Является представителем Московской школы сравнительно-исторического языкознания, основанной В. М. Иллич-Свитычем и А. Б. Долгопольским. Ученик членов-корреспондентов РАН С. А. Старостина и А. В. Дыбо. В 2008 году впервые в России защитил диссертацию по тематике, относящейся к ностратическому языкознанию: «Роль данных внешнего сравнения для реконструкции индоевропейских показателей лица» (научный руководитель А. В. Дыбо). В том же году выступил основателем первого российского научного журнала, посвященного сравнительному языкознанию — «Вопросы языкового родства», издаваемого Институтом языкознания РАН и Российским государственным гуманитарным университетом.

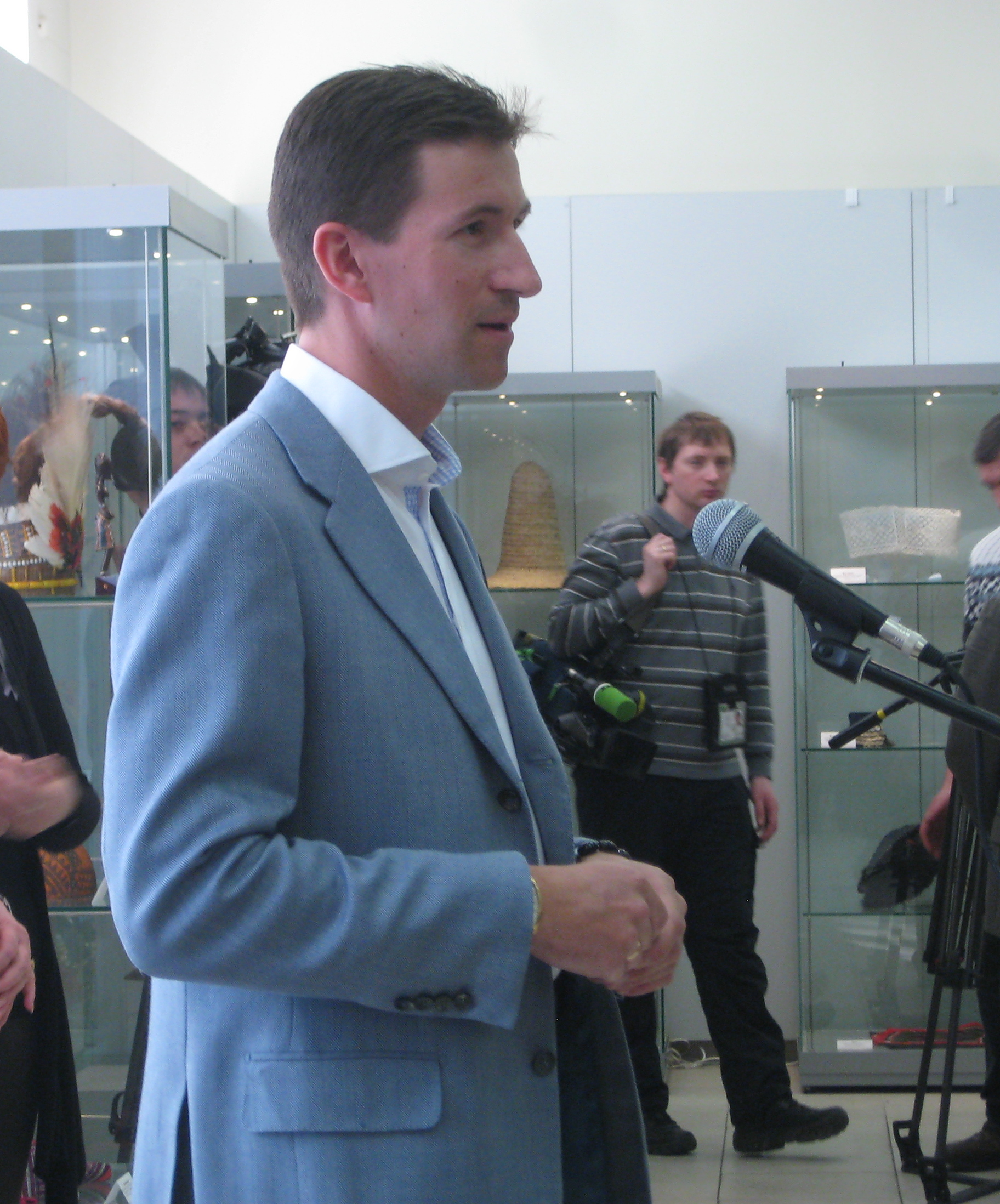
К. В. Бабаев в ВГБИЛ им. М. И. Рудомино (2012)

В 2010 году создал Фонд фундаментальных лингвистических исследований — первый в России частный фонд, деятельность которого направлена на поддержку российской лингвистики (проводил конкурсы до 2015 года, продолжает финансировать отдельные проекты). Выступил одним из организаторов международного научного проекта «Праязык нигер-конго: сравнение и реконструкция» и Нигеро-конголезского конгресса, имеющих целью реконструкцию праязыка одной из крупнейших в мире нигеро-конголезской семьи языков. В 2011 году назначен исполнительным директором Издательского дома «ЯСК».
В 2013 году защитил докторскую диссертацию «Нигеро-конголезский праязык: личные местоимения», где впервые на материале сравнительного анализа более 650 языков Африки научно подтверждена теория об общем происхождении нигеро-конголезских языков.
В 2018 году опубликовал первое в русскоязычной литературе сводное описание языков Африки в монографии «Введение в африканское языкознание».
В 2018 году издана (в соавторстве с И. В. Самариной) первая грамматика ранее неописанного языка май (вьетская группа австроазиатской семьи языков). В 2021 году издательством Brill издан английский перевод монографии.
Научные интересы в языкознании сосредоточены на востоковедении, международных отношениях, исследованиях языков Африки и Юго-Восточной Азии, сравнительном языкознании.
Помимо деятельности в области лингвистики К. В. Бабаев известен исследованиями в области истории, древнерусской нумизматики и этнографии. Автор первой монографии по истории нумизматики Тмутараканского княжества и научно-популярной книги «Что такое Африка», удостоенной премии «Просветитель» в 2016 году. Книга «История человечества в великих документах», вышедшая в 2018 году, стала бестселлером в жанре научно-популярной исторической литературы и вошла в топ-10 лучших исторических книг десятилетия.

## Увлечения
Спортивные увлечения — триатлон, плавание, пауэрлифтинг. Является финалистом триатлонной гонки Ironman (2019), заплыва через Босфор Bosphorus Cross-Continental Swimming Race (2020), соревнования Grom Swim&Run в плавании на одну милю (2019), ряда беговых марафонов.
Увлекается путешествиями в целях изучения народов и культур Азии, Африки и Латинской Америки. Посетил более 150 стран; в 2017 пересёк на автомобиле американский материк с севера на юг.
Бабаевым собрана крупная коллекция традиционных головных уборов различных народов мира, представленная в марте 2012 года на выставке в Библиотеке иностранной литературы. C 2014 года коллекция экспонирована в рижском музее «Мир Шляпы» (англ. The World of Hat).
Известен также как коллекционер монет удельных княжеств средневековой Руси.

## Награды
- Благодарность Президента Российской Федерации (25 марта 2025 года) — за вклад в обеспечение деятельности Совета по взаимодействию с религиозными объединениями при Президенте Российской Федерации[29]

## Основные работы
К числу изданных монографий относятся:
- Бабаев К. В. Происхождение индоевропейских показателей лица. М.: Эйдос, 2008. ISBN 978-5-902948-30-8.
- Бабаев К. В. Монеты Тмутараканского княжества. М.: Древлехранилище, 2009. ISBN 978-5-93646-157-6.
- Бабаев К. В. Язык зиало: Очерк грамматики и словарь. — М.: РГГУ, 2011. — 409 с. — (Orientalia et Classica XXXIV. Труды Института восточных культур и античности). — ISBN 978-5-7281-1194-8. (обл.)
- Babaev, Kirill. Zialo: the Newly-Discovered Mande Language of Guinea. [www.webcitation.org/67c2YBfMc?url=lincom-shop.eu/shop/catalog/browse?sessid=RNHGcjxZEG3goMuurlN5LObVjd0LtlrKWXlSH6WBFMEj3Cl6Ys1heThV9CD3m3c3 Архивировано] 12 мая 2012 года. München: Lincom, 2011. 260 pp. ISBN 978-3-86288-016-4.
- Бабаев К. В. Нигеро-конголезский праязык. Личные местоимения. М.: ЯСК, 2013. 606 стр. ISBN 978-5-9551-0642-7.
- Бабаев К. В., Архангельская А. А. Что такое Африка. Научно-популярное издание. М.: Рипол-классик, 2015. 480 с., илл. ISBN 978-5-386-08595-7.
- Бабаев К. В. История человечества в великих документах. Дата обращения: 9 сентября 2018. Архивировано 9 сентября 2018 года. М.: Эксмо, 2018. 416 с., илл. ISBN 978-5-699-99727-5.
- Бабаев К. В. Введение в африканское языкознание. М.: ЯСК, 2018. 352 с., илл. ISBN 978-5-6041006-1-5.
- Бабаев К. В., Самарина И. В. Язык май. М.: ЯСК, 2018. 576 с., илл. ISBN 978-5-907117-34-1.
- Бабаев К. В. Венец моды и традиции. Головные уборы народов мира. Дата обращения: 8 июля 2020. Архивировано 10 июля 2020 года. М.: РИПОЛ Классик, 2020. 192 с., илл. ISBN 978-5-386-13659-8.
- Babaev, Kirill & Irina Samarina. A Grammar of May: an Austroasiatic Language of Vietnam Архивная копия от 12 мая 2021 на Wayback Machine. Leiden: Brill, 2021. ISBN 978-90-04-46105-5.
- Бабаев К. В. От глиняной таблички до биткойна: как документы создавали наш мир. М.: Бомбора, 2021. 416 с. ISBN 978-5-04-156081-2.
- Бабаев К. В., Лузянин С. Г. Поворот на Восток: восточноазиатский вектор России 2014—2024. М.: РАН, 2024. ISBN 978-5-907645-01-1

Автор многочисленных статей в российских и зарубежных научных изданиях по лингвистике, этнографии, нумизматике.